# Universität Tartu

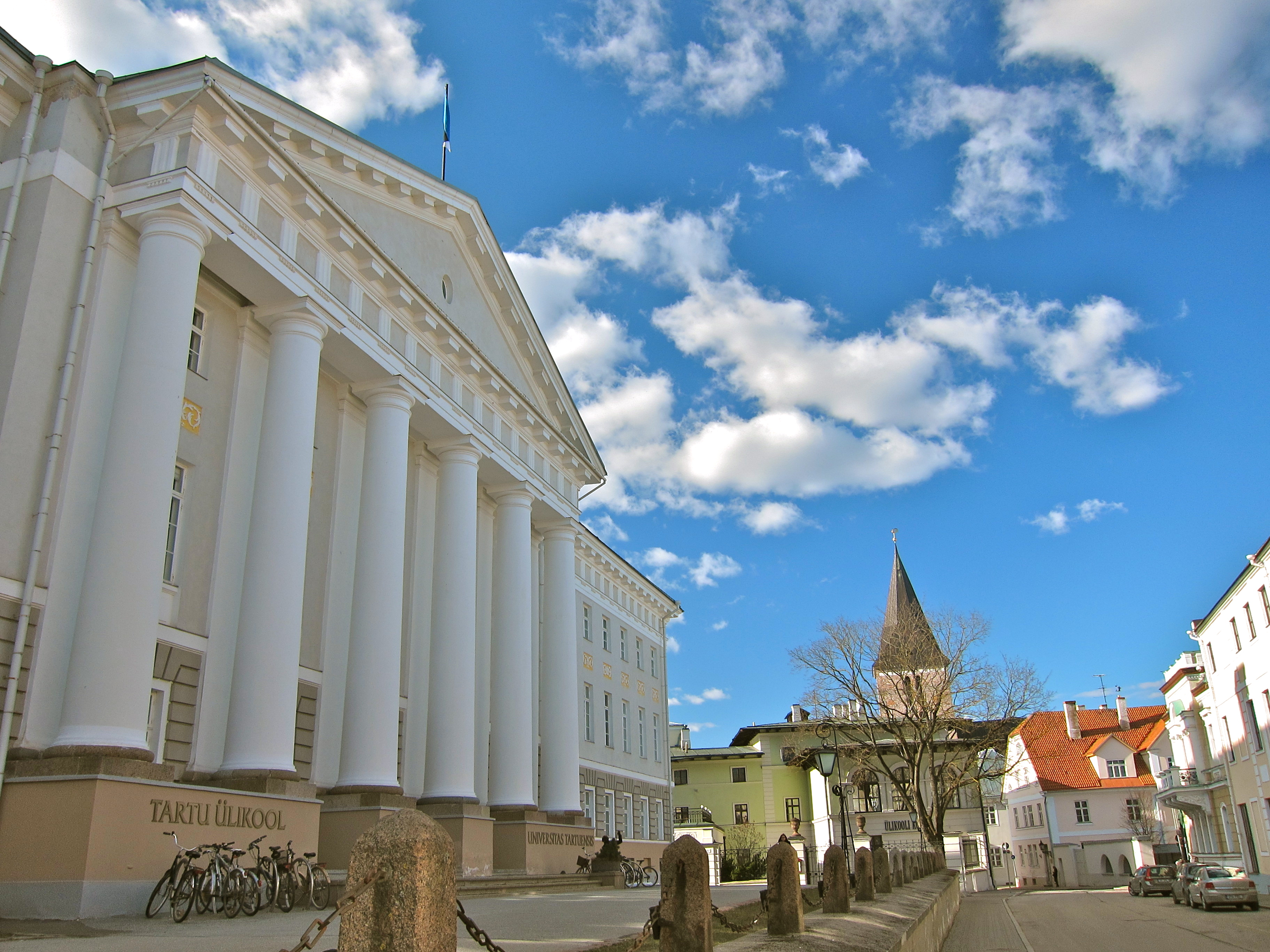
Hauptgebäude 2012

Die Universität Tartu (estnisch Tartu Ülikool; deutsch ehemals Universität Dorpat) ist die älteste Universität und einzige Volluniversität Estlands. Sie sieht sich als Nachfolgerin der 1632 unter König Gustav II. Adolf von Schweden in Tartu (damals Dorpat) gegründeten Academia Gustaviana.

## Geschichte

### Name und Sprache
Gegründet wurde die Universität unter dem Namen Academia Gustaviana (1632–1665) unter König Gustav II. Adolf von Schweden. Von 1690 bis 1710 war sie auch unter der Bezeichnung Academia Gustavo-Carolina bekannt, bevor der Lehrbetrieb aufgegeben wurde. Die Lehrsprache war zunächst, wie im 17. Jahrhundert üblich, hauptsächlich Latein.
Im Dezember 1802 wurde die Bildungseinrichtung als Stiftung wiedergegründet und erhielt den Namen (bezugnehmend auf den russischen Kaiser) Kaiserliche Universität Dorpat (Imperatorskij Derptskij Universitet), den sie bis 1893 trug. Sie war eine (neben Latein) weitestgehend deutschsprachige Universität in einem der fast autonomen russischen Ostseegouvernements. Die Universität bildete hauptsächlich die deutschbaltische und russlanddeutsche Mittelschicht aus, wobei auch zunehmend Esten an ihr auf Deutsch studierten. Ein Großteil des Lehrkörpers und der Studierenden waren deutschsprachig und es gab einen regen ideellen und personellen Austausch mit Mitteleuropa. Bis 1893 trug die Stadt den Namen „Dorpat“, so dass auch die Universität unter dem Namen Universität Dorpat europaweit bekannt war. Sowohl der historische Name Dorpat als auch der jetzige Name Tartu haben denselben estnischen Wortursprung in einer Festung namens Tarbatu. Dorpat ist auch der historische Name in anderen regional bedeutsamen Sprachen wie Schwedisch und Polnisch. Im Russischen wurde für die Universität zeitweise auch die niederdeutsche Ortsnamensvariante Derpt verwendet. Im Zuge der staatlich forcierten Russifizierung der Ostseegouvernements wurde 1893 als Lehrsprache Russisch eingeführt und die Einrichtung hieß von 1893 bis 1918 Kaiserliche Universität Jurjew (Imperatorskij Jur’evskij Universitet); denn „Jurjew“ war von 1893 bis 1918 der offizielle russische Name von Tartu – was sich jedoch im Alltag nicht durchsetzte.
Nach der Erlangung der Unabhängigkeit von Russland im Jahr 1918/19 hieß sie bis 1940 Universität der estnischen Republik Tartu (Eesti Vabariigi Tartu Ülikool). In den Kriegsjahren 1940/1941 und von 1944 bis 1989 hieß sie unter sowjetischer Herrschaft Staatliche Universität Tartu (Tartu Riiklik Ülikool). Seit der erneuten Erlangung der Unabhängigkeit heißt sie Universität Tartu (Tartu Ülikool). Die Lehrsprache war seit 1918 hauptsächlich Estnisch, teils auch Russisch und in neuester Zeit teils Englisch. Die Universität Tartu ist die erste, größte und älteste estnischsprachige Universität.

### Polen
Als Livland von 1583 bis 1601 unter polnischer Herrschaft stand, gab es in Dorpat ein Jesuitengymnasium.

### Schweden
Gegründet wurde die Universität als Academia Gustaviana 1632 durch König Gustav II. Adolf von Schweden, Livland und mit ihm die Stadt Dorpat war gerade von Schweden erobert worden. Die Academia Gustaviana Dorpatensis war damit die zweitälteste Universität im damaligen schwedischen Herrschaftsbereich nach der Universität Uppsala (1477) und wurde die drittälteste, als die Universität Greifswald zu Schwedisch-Pommern kam (1456). Nach ca. 20 Jahren wurde sie nach Reval verlegt und schloss 1665.
1690 wurde sie als Academia Gustavo-Carolina in Dorpat wiedereröffnet und 1699 nach Pernau verlegt. 1710 wurde der Betrieb eingestellt, nachdem Livland im Großen Nordischen Krieg unter russische Herrschaft gekommen war.

### Russland

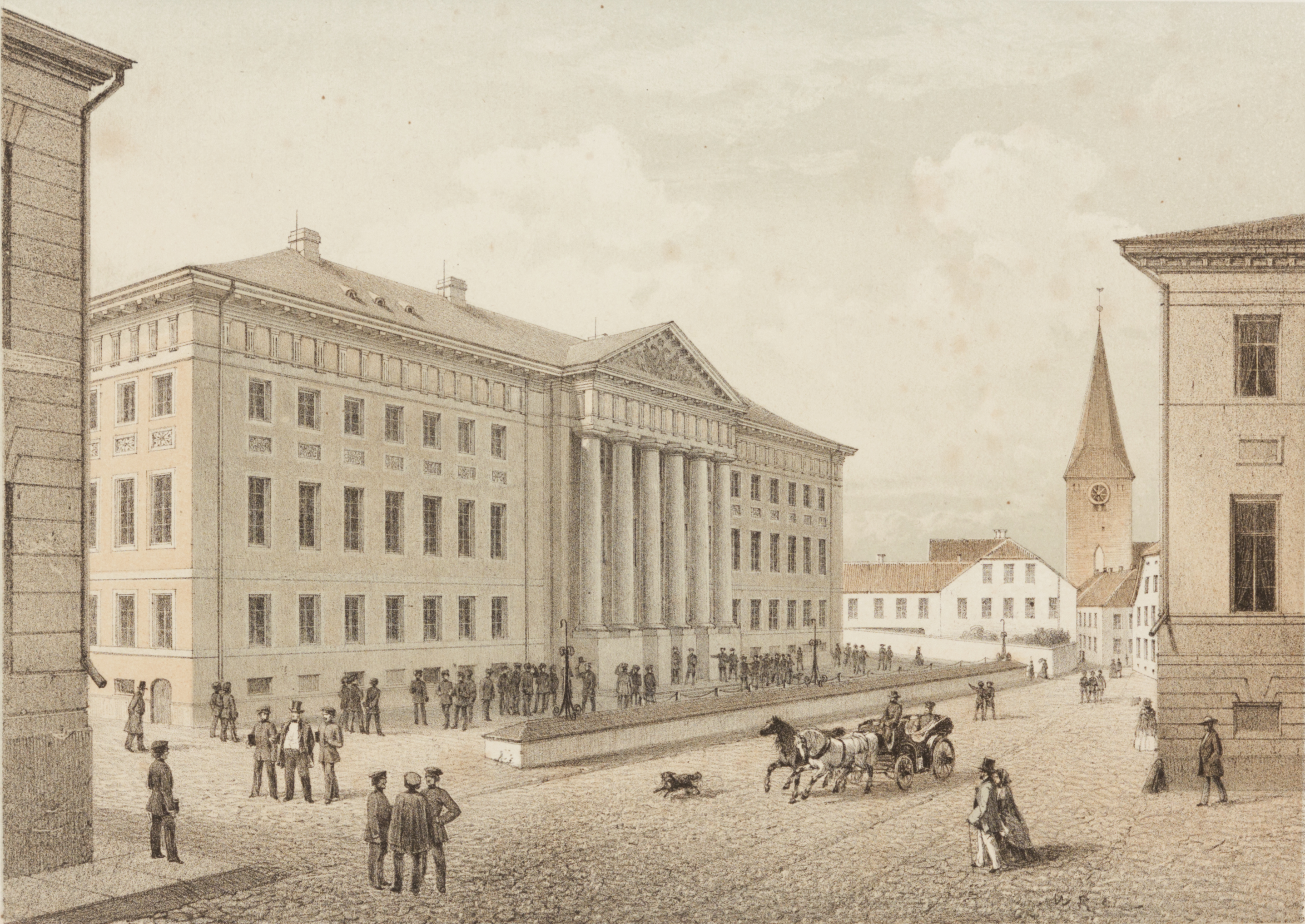
Die Universität in ihrem goldenen Zeitalter (1860)

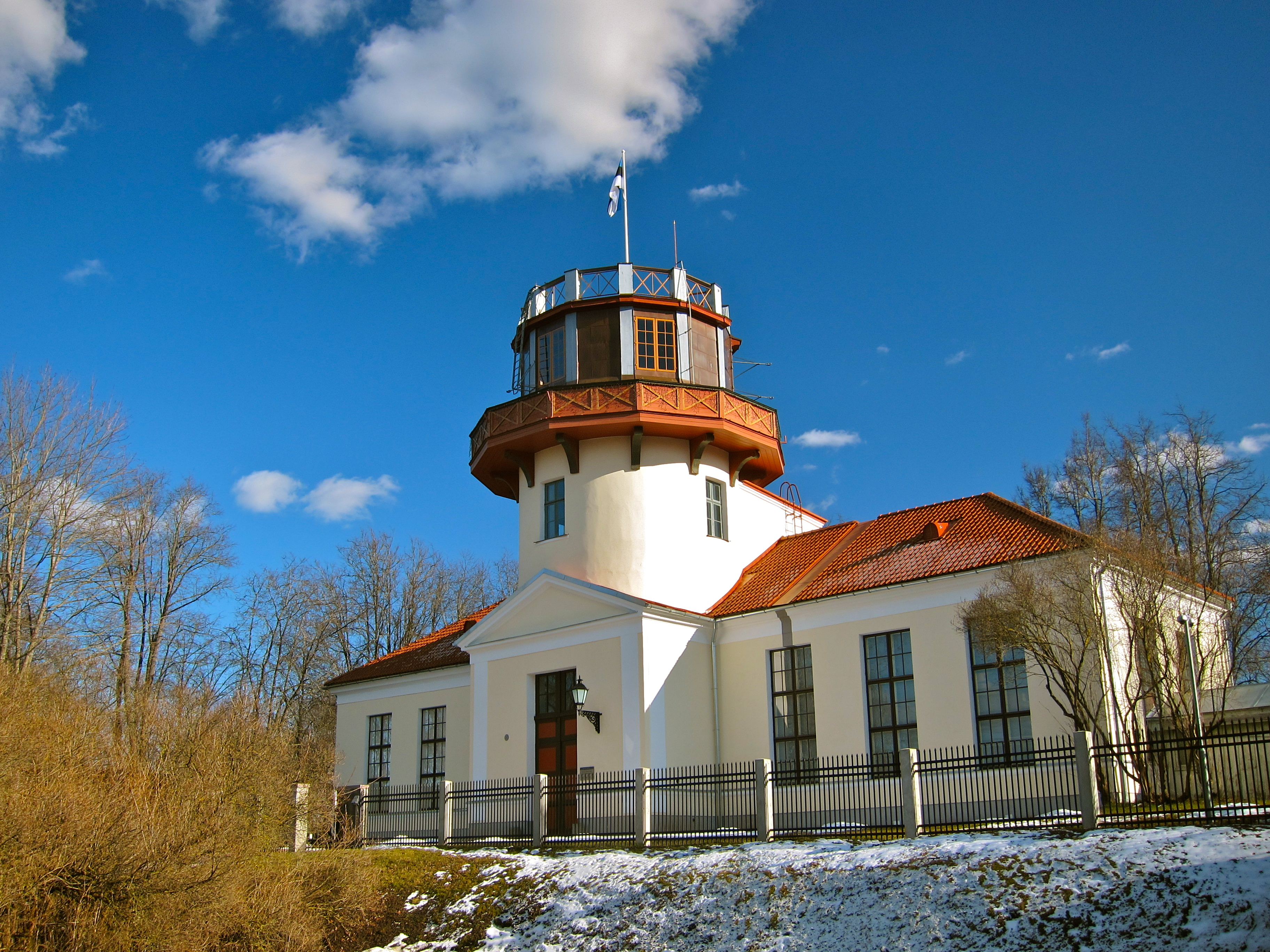
Die Sternwarte Dorpat wurde 1810 eröffnet, in welcher Friedrich Georg Wilhelm von Struve arbeitete.

Kaiser Paul I. erließ im Mai 1799 an den verwaltenden Senat einen Allerhöchsten Befehl, welcher die Gründung einer Universität in Dorpat vorschrieb, im Dezember 1800 wurde der Ort auf Mitau geändert, wo sich die Academia Petrina befand. Nach dem Tode Pauls erging durch seinen Sohn Alexander I. im April 1801 ein Allerhöchster Befehl, der die Universität zu ihrem ursprünglichen Bestimmungsort, nach Dorpat, verlegte. Im Mai 1802 erfolgte die Gründung als Kaiserliche Universität zu Dorpat durch den Kaiser Alexander I. Am 5. Mai 1802 wurde der erste Student immatrikuliert.
Erster Kurator der Universität war der in russischen Diensten stehende deutsche Dichter Friedrich Maximilian Klinger, Gründungsrektor wurde der Arzt Georg Friedrich Parrot.
Die Universität Dorpat war zwischen 1802 und 1893 eine deutschsprachige Hochschule – administrativ auf Ukas des russischen Kaisers russisch, intellektuell und hinsichtlich des Lehrkörpers aber eine deutsche Universität.
Dorpat war um 1875, gemessen an der Zahl der Studenten, die elftgrößte unter den 30 deutschsprachigen Universitäten (von denen 23 im Deutschen Reich lagen). Über die Hälfte der Professoren waren Reichsdeutsche, weitere 40 Prozent waren Deutschbalten. In der Lehre bildete die Universität nicht nur den gesamtbaltischen Adel (in den Gouvernements Estland und Kurland gab es keine weitere Universität) und das Bildungsbürgertum aus, sondern auch – und aus der Sicht des Staates vor allem – Staatsdiener und Ärzte für das gesamte Russische Kaiserreich. Wissenschaftlich war die Universität Dorpat, die etwa zwischen 1860 und 1880 ihr Goldenes Zeitalter (unter anderem Alfred Wilhelm Volkmann, Gustav Teichmüller, Wilhelm Ostwald und Karl Ernst von Baer) erlebte, international angesehen. Friedrich Reinhold Kreutzwald, der Verfasser des estnischen Nationalepos Kalevipoeg, studierte dort ab 1826 Medizin.
Heute noch sichtbare Zeichen der engen Verflechtung der Universität mit Deutschland stellen wichtige Universitätsgebäude aus dem 19. Jahrhundert dar. Zwischen 1804 und 1809 wurden nach Plänen des Universitätsbaumeisters Johann Wilhelm Krause (1757 in Niederschlesien geboren, 1828 in Dorpat gestorben) das Universitätshauptgebäude, dessen Innenausstattung der Aula der Handwerksmeister Christian Holz aus Greifswald schuf, und 1811 die Sternwarte Dorpat errichtet. Unter der Leitung der bedeutenden Astronomen Friedrich Georg Wilhelm Struve und Johann Heinrich Mädler wurde sie zu einer der führenden astronomischen Forschungseinrichtungen. Im Universitätsgebäude war eine Kapelle eingerichtet, die aus Anlass der 100-Jahr-Feier 1902 neu und prunkvoller gestaltet wurde.
Der botanische Garten, einer der ältesten seiner Art in Osteuropa, wurde 1803 von Gottfried Albrecht Germann begründet und 1806 an seinen heutigen Platz verlegt. Das Anatomicum (Tartu) (1805, Planung von Krause) bildete die Vorlage vieler anderer entsprechender Gebäude in Europa und wurde bis zum Ende der 1990er Jahre für die medizinische Ausbildung genutzt.
Diese Freiheit endete, als in Russland nationalistische und nationalstaatliche Tendenzen zu dominieren begannen und man die Homogenität der Bildung in Russland für wichtiger hielt als den Erhalt einer deutschsprachigen Universität auf internationalem Niveau. Zwischen 1882 und 1893 kam es daher zu einer Russifizierung, die eine Verpflichtung zur Lehre ausschließlich auf Russisch einschloss; die Theologische Fakultät durfte aber bis 1916 auf Deutsch lehren, weil die russisch-orthodoxe Kirche die Verbreitung lutherischer Ideen in Russland verhindern wollte. Die Theologische Fakultät besaß eine traditionell lutherische Ausrichtung, an ihr lehrte unter anderem Theodosius Harnack, der Vater von Adolf von Harnack, der in Dorpat zur Welt kam. Im Rahmen der allgemeinen Russifizierung im Kaiserreich Russland wurden die Stadt und die Universität im Jahr 1893 in „Jurjew“ umbenannt. Die Mehrzahl der deutschsprachigen Mitarbeiter, Professoren und Studenten verließ die Universität.
Seit Ende des 19. Jh. spielte die Universität eine wachsende Rolle bei der akademischen Bildung der Schwarzmeer- und Wolgadeutschen. Zu den bekanntesten Absolventen gehörten Friedrich Knauer, Nikolai Käfer, die Pfarrer Immanuel Winkler, Heinrich Roemmich oder Johannes Schleuning. Die wachsende Zahl der studierenden „Kolonistensöhne“ führte 1908 zur Gründung einer eigenständigen Korporation „Teutonia“, die mit Unterbrechungen bis Ende 1918 existierte.
Die Hochschule bestand als russischsprachige Universität Jurjew bis zum Ende des Ersten Weltkriegs. Bevor 1918 deutsche Truppen Tartu besetzten, wurde ein Teil der Universität nach Woronesch evakuiert, insbesondere die universitären Sammlungen, aber auch einige Angestellte und Studenten. 39 Professoren, 45 Universitätslehrer, 43 sonstige Angestellte und etwa 800 Studenten aus Tartu – zumeist Russen – bildeten so den Grundstock der neu gegründeten Staatlichen Universität Woronesch.

### Deutsche Besatzung im Ersten Weltkrieg
In Tartu selbst wurde die Universität für einen Teil des Wintersemesters 1918/19 unter deutscher Besatzung als Landesuniversität Dorpat wiedereröffnet.

### Estland

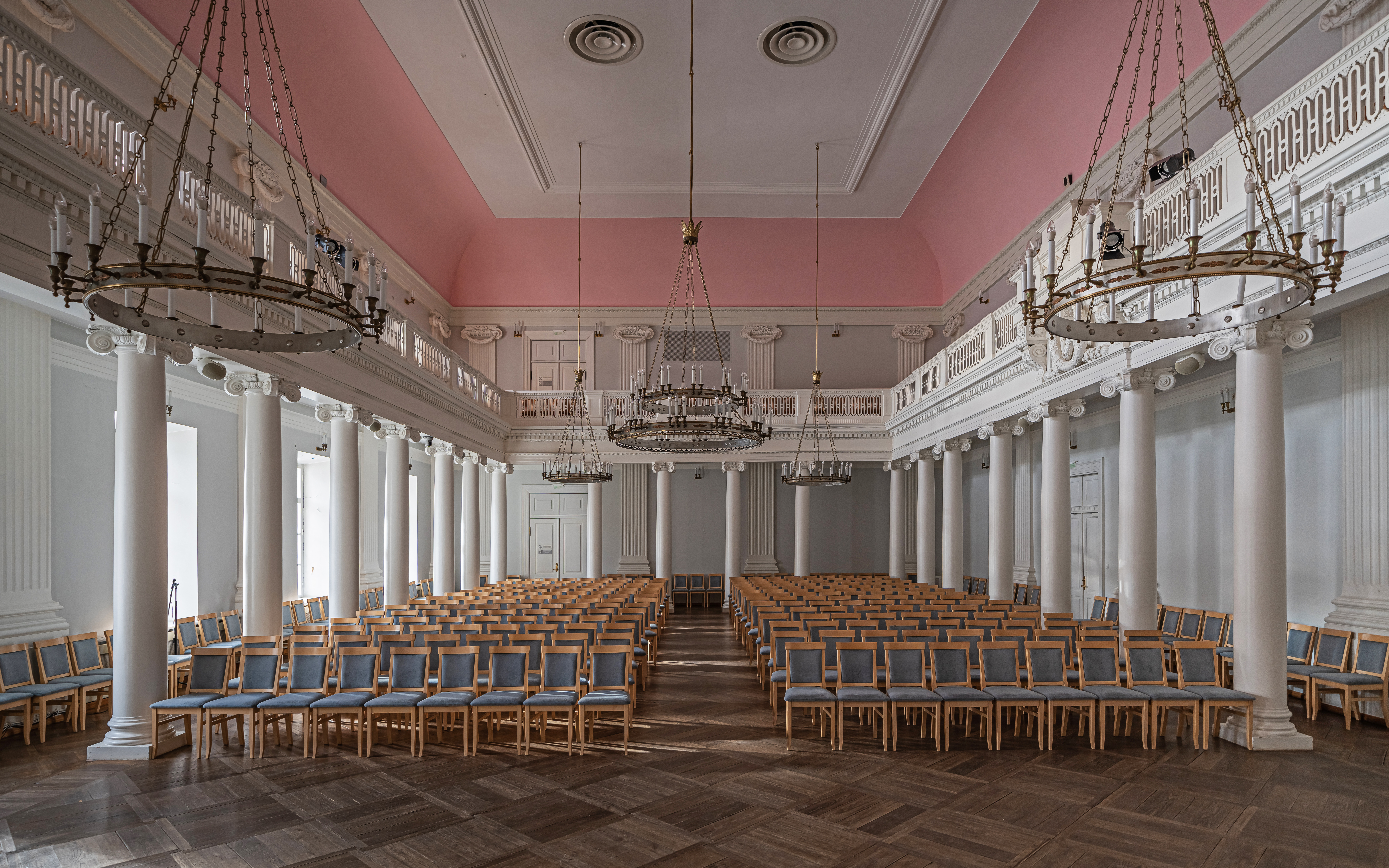
Aula

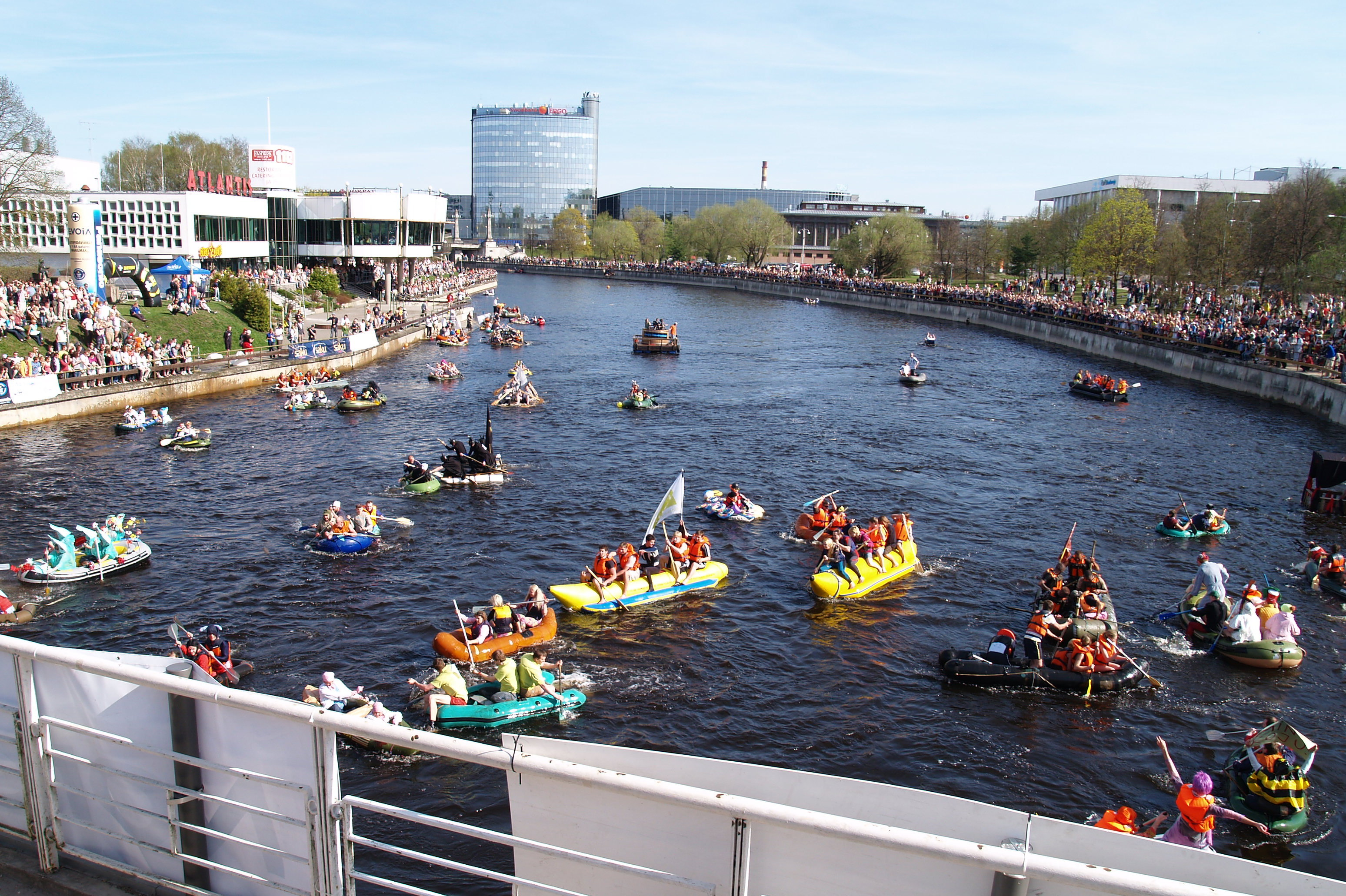
Studentenfestival am Emajõgi

1919 wurde die Hochschule im neu entstandenen Staat Estland als Universität Tartu zur Nationaluniversität und blieb auch in der darauffolgenden Sowjetzeit die wichtigste Universität in Estland.
Die Wiedererlangung der vollen akademischen Unabhängigkeit kann man auf das Jahr 1992 datieren, obwohl seit 1988 ungestörte Forschung wieder möglich war. Seit den 1990er Jahren hat man zahlreiche Strukturveränderungen (wechselnd nach amerikanischem, skandinavischem und mitteleuropäischem Vorbild) vorgenommen und versteht sich als Teil der europäischen Wissenslandschaft. Insbesondere der Bologna-Prozess hat die Integration der Universität Tartu in den europäischen Hochschulraum im Bereich des Studiums gefördert.
Heute ist die Universität Tartu die einzige Volluniversität Estlands und gehört zu den ältesten in Ost- und Nordeuropa. Sie ist Mitglied der Coimbra-Gruppe und des Utrecht Netzwerks.

## Kulturakademie
Die Viljandi-Kulturakademie ist eine höhere Bildungseinrichtung für angewandte Kulturfächer und gehört seit 2005 zur Universität Tartu.

## Partneruniversitäten
Partneruniversitäten der Universität Tartu sind die Mitglieder der Coimbra-Gruppe und andere Universitäten:
 Georg-August-Universität Göttingen

 Universität Greifswald

 Universität Hamburg

 Christian-Albrechts-Universität zu Kiel

 Deutsche Sporthochschule Köln

 Universität Konstanz

 Universität Münster

 Universität Helsinki

 Universität Turku

 Universität Amsterdam

 Reichsuniversität Groningen

 Lomonossow-Universität Moskau

 Staatliche Universität Sankt Petersburg

 Universität Göteborg

 Universität Lund

 Universität Uppsala

## Hochschullehrer

### Hochschullehrer (Auswahl)

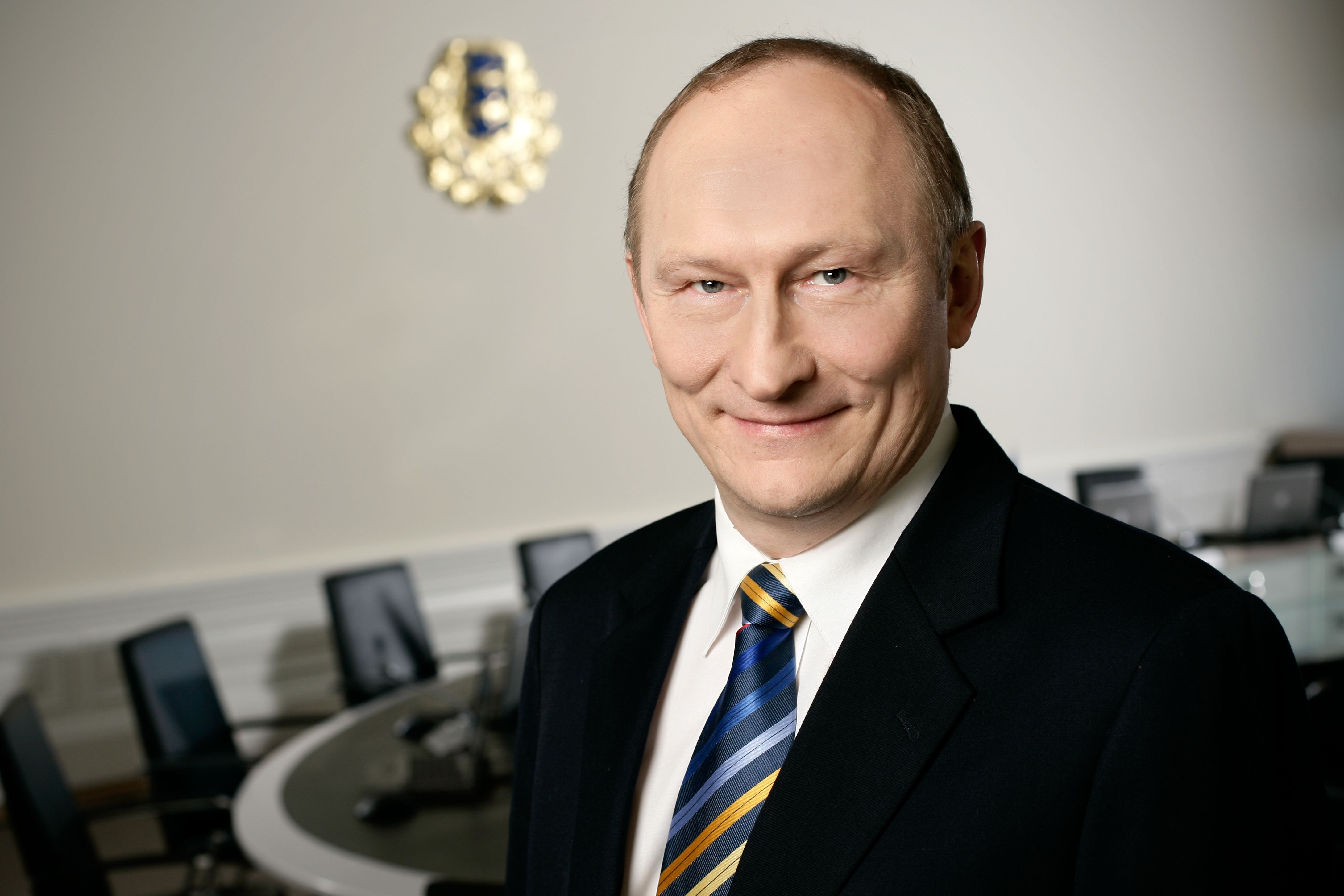
Jaak Aaviksoo (2011), Bildungsminister und ehemaliger Rektor

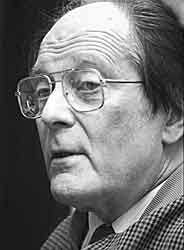
Jaan Kross (1987)

| Person            | Geboren | Gestorben | Tätigkeit allgemein          | Tätigkeit an der Universität |
| ----------------- | ------- | --------- | ---------------------------- | --- |
| Walter Anderson   | 1885    | 1962      | deutschbaltischer Folklorist | Professor für Folkloristik (1920–1939) |
| Lazar Gulkowitsch | 1898    | 1941      | Philologe und Judaist        | 1934 Berufung zum ordentlichen Professor durch den Rat der Philosophischen Fakultät der Universität Tartu                                       |
| Paul Mintz        | 1868    | 1941      | Jurist                       | |
| Otto Seesemann    | 1866    | 1945      | Theologe                     | ab 1914 außerordentlicher Professor der alttestamentlichen Theologie, von 1928 bis 1936 ordentlicher Professor der neutestamentlichen Theologie |
| Wilhelm Süß       | 1882    | 1969      | Altphilologe                 | 1923 bis 1934 Inhaber des Lehrstuhls für Klassische Philologie                                                                                  |
| Mikk Titma        | 1939    |           | Soziologe                    | |
| Max Vasmer        | 1886    | 1962      | Slawist                      | ab 1919 an der Universität |
| Wilhelm Wiget     | 1885    | 1934      | Germanist                    | 1919 oder 1920 ordentlicher Professor für Germanistik an der Universität Tartu                                                                  |

| Person             | Geboren | Gestorben | Tätigkeit allgemein        | Tätigkeit an der Universität |
| ------------------ | ------- | --------- | -------------------------- | --- |
| Wolfgang Drechsler | 1963    |           | Verwaltungswissenschaftler | 1993 bis 2006 Professor (seit 1996 Ordinarius) für Verwaltungs- und Staatswissenschaften an der Universität Tartu                      |
| Jaan Einasto       | 1929    |           | Astrophysiker              | ab 1992 Professor für Kosmologie an der Universität Tartu                                                                              |
| Jaan Kross         | 1920    | 2007      | Schriftsteller             | 1998 Professur der freien Künste an der Universität Tartu                                                                              |
| Juri Lotman        | 1922    | 1993      | Semiotiker                 | |
| Eve Oja            | 1948    | 2019      | Mathematikerin             | 1992 Professorin an der Fakultät für Mathematik und Computer Science der Universität Tartu und 2016 Professorin für Funktionalanalysis |
| Ene-Margit Tiit    | 1934    |           | Mathematikerin             | 1992 bis zur Emeritierung 1999 die erste reguläre Professorin in der von ihr gegründeten Abteilung für mathematische Statistik         |

## Alumni
Laut der Universität, stellten im Jahr 2016 in Estland die Alumni: 100 % der Richter; 99 % der Ärzte, Zahnärzte und Pharmazeuten; 95 % der Staatsanwälte; 87 % der Mitglieder der Eesti Advokatuur (Rechtsanwaltsvereinigung); 60 % der Minister der estnischen Regierung; 40 % der Mitglieder des estnischen Parlaments.

### Alumni (Auswahl)

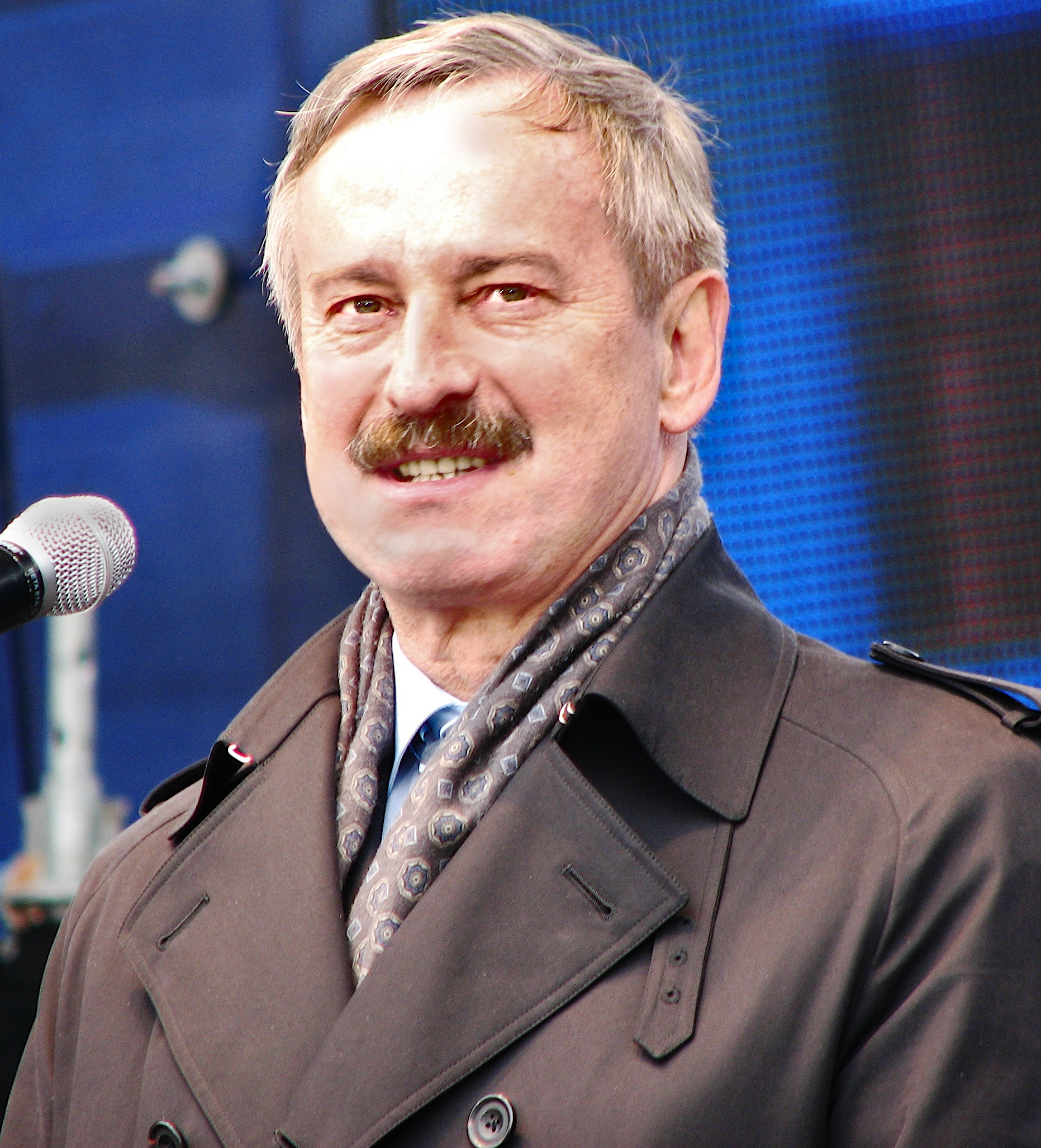
Siim Kallas (* 1948)

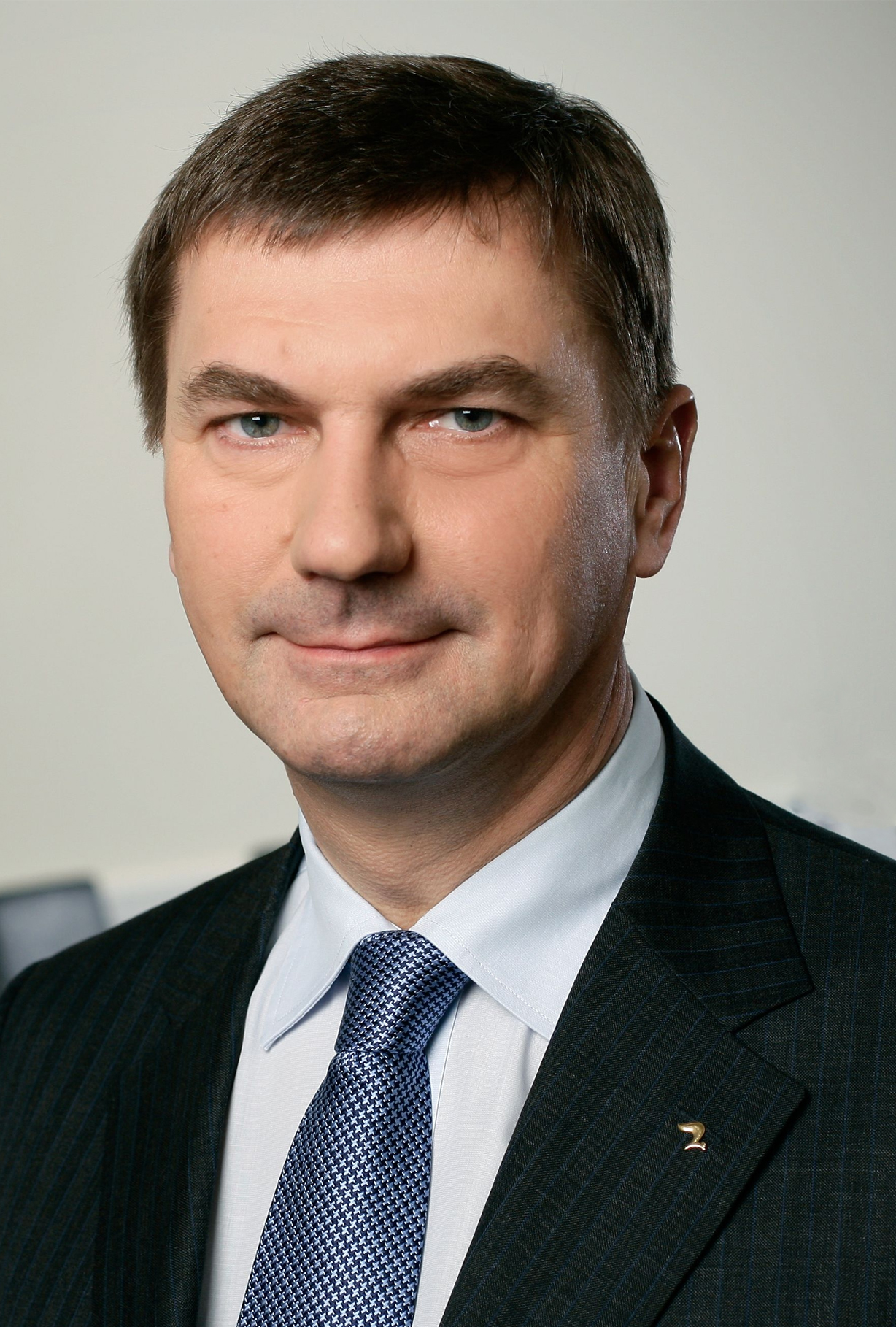
Andrus Ansip (* 1956)

| #       | Person               | Geboren | Gestorben | Tätigkeit                                |
| ------- | -------------------- | ------- | --------- | ---------------------------------------- |
| E-1883  | Valmar Adams         | 1899    | 1993      | Schriftsteller, Literaturwissenschaftler |
| E-2687  | Hellmuth Frey        | 1901    | 1982      | evangelischer Theologe                   |
| E-3519  | Georg von Rauch      | 1904    | 1991      | Historiker                               |
| E-5436  | Betti Alver          | 1906    | 1989      | Schriftstellerin                         |
| E-5464  | Helmut Speer         | 1906    | 1996      | Archivar                                 |
| E-6727  | Arved von Taube      | 1905    | 1978      | Historiker                               |
| E-7604  | Elmar Lipping        | 1906    | 1994      | Offizier und Exilpolitiker               |
| E-9334  | Arthur Võõbus        | 1909    | 1988      | evangelischer Theologe und Orientalist   |
| E-11124 | Jürgen von Hehn      | 1912    | 1983      | Historiker                               |
| E-12541 | Boris Meissner       | 1915    | 2003      | Jurist und Historiker                    |
| E-13995 | Walter Masing        | 1915    | 2004      | Physiker                                 |
| E-14553 | Heinz von zur Mühlen | 1914    | 2005      | Historiker                               |
| E-16367 | Paul Keres           | 1916    | 1975      | Schachspieler                            |

| # | Person            | Geboren | Gestorben | Tätigkeit                                                                           |
| - | ----------------- | ------- | --------- | ----------------------------------------------------------------------------------- |
|   | Andrus Ansip      | 1956    |           | estnischer Premierminister und EU-Kommissar                                         |
|   | Siim Kallas       | 1948    |           | estnischer Premierminister, Vizepräsident der Europäischen Kommission, EU-Kommissar |
|   | Lennart Meri      | 1929    | 2006      | Staatsmann                                                                          |
|   | Valter Lang       | 1958    |           |                                                                                     |
|   | Maris Lauri       | 1966    |           |                                                                                     |
|   | Juhan Parts       | 1966    |           | Politiker                                                                           |
|   | Sven-Erik Soosaar | 1973    |           | estnischer Linguist und Lexikograph                                                 |

### Grundlagenwerke und Überblicksdarstellungen
- Tullio Ilomets, Hillar Palamets (Hrsg.): Alma Mater Tartuensis (1632–1982). Tartu riiklik ülikool = Tartuskij gosudarstvennyj universitet = Tartu state university = Staatliche Universität Tartu. Eesti Raamat, Tallinn 1982, OCLC 64199158.
- Reet Mägi, Wolfgang Drechsler (Hrsg.): Kaiserliche Universität Dorpat 200 – Academia Gustaviana 370 – Das Jubiläum der Universität Tartu. Tartu Ülikooli Kirjastus, Tartu 2004, OCLC 64199158.
- Erik Thomson: Alma mater Dorpatensis. Die Universität Dorpat in Estland von den Anfängen bis 1944. In: Das Ostpreußenblatt. Jg. 33, Folge 26, 26. Juni 1982, S. 20 (PDF; 11,9 MB).

### Besondere Aspekte
- Csaba János Kenéz (Bearb.): Zur 350-Jahrfeier der Universität Dorpat (= Dokumentation Ostmitteleuropa. N. F., Jg. 10, Heft 1/2 = Jg. 34, Heft 1/2). Johann-Gottfried-Herder-Institut, Marburg a. d. Lahn 1984, DNB 850075319.
- Helmut Piirimäe, Claus Sommerhage (Hrsg.): Zur Geschichte der Deutschen in Dorpat (= Beiträge unter anderem zur Universität, zum Studententum, zum Schulwesen und über Gustav von Ewers). Tartu Ülikooli Kirjastus/Universität Tartu, Lehrstuhl für deutsche Philologie, Tartu 2000, OCLC 40485950.
- Die Universitäten Dorpat/Tartu, Riga und Wilna/Vilnius 1579–1979. Beiträge zu ihrer Geschichte und ihrer Wirkung im Grenzbereich zwischen West und Ost (= Quellen und Studien zur baltischen Geschichte. Bd. 9). Hrsg. von Gert von Pistohlkors, Toivo U. Raun, Paul Kaegbein. Böhlau, Köln/Wien 1987, ISBN 3-412-00886-9 (Zweites Internationales Marburger Symposium zu Problemen der baltischen Sozial- und Kulturgeschichte/International Marburg Symposium on Problems of Baltic Social and Cultural History).